# Diplolepis nervosa
A tüskés gyöngygubacs (Diplolepis nervosa) okozója egy gubacsdarázs (Cynipidae), amely különféle vadrózsa (Rosa sp.) fajok levelein, termésén és szárán okoz egykamrás gubacsokat. A tüskés gyöngygubacsot okozó gubacsdarázs a Diplolepis génusz egyik Nyugat-Palearktikus képviselője. A gubacsok általában a rózsalevelek fonákján (abaxiális oldal) képződnek. A gubacsok alakja golyószerű, gyöngyméretű - akárcsak a gyöngygubacsdarázs (Diplolepis eglanteriae) gubacsa, azonban a felületén hegyes kiemelkedések, tüskék figyelhetők meg elszórva.
A gubacsnak két változata ismeretes, amelyek közül az egyik nehezen, vagy egyáltalán nem különíthető el a gyöngygubacstól, mivel nem figyelhetők meg a gubacsokon a tüskék, azonban ezeknek a gubacsoknak a felületén enyhe kitüremkedések, erek figyelhetők meg. Nemrég ezt a változatot még Diplolepis centifoliae néven ismerték, azonban ezt beemelték a tüskés gyöngygubacsba.
A D. nervosa gubacsokban, akárcsak a többi rózsagubacsban, összetett parazitoid közösség fejlődik. A megszokott fémfürkész családok Torymidae, Eurytomidae, Pteromalidae és Eupelmidae fajai alkotják a közösség többségét.
A Diplolepis nemzetség Nyugat-Palearktikus elterjedésű fajai közül a D. nervosa a D. eglanteriae-nek a legközelebbi rokona, míg a D. rosae, D. mayri és a D. spinosissimae egy külön kládot alkotnak.